# Am Ende kommen Touristen
Am Ende kommen Touristen ist ein deutscher Spielfilm aus dem Jahr 2007. Der Regisseur Robert Thalheim verarbeitet darin eigene Erfahrungen als Zivildienstleistender in den 1990er Jahren, als er seinen Friedensdienst in der Pädagogischen Abteilung der Internationalen Jugendbegegnungsstätte in Auschwitz ableistete. In den Hauptrollen spielten Alexander Fehling als Zivi Sven sowie Ryszard Ronczewski als KZ-Überlebender Stanisław Krzemiński. Der Film startete am 16. August 2007 in den deutschen Kinos.

## Handlung
Den 19-jährigen Zivildienstleistenden Sven verschlägt es ins polnische Oświęcim, das unter dem Namen Auschwitz bekannt ist. Dort soll er im internationalen Begegnungszentrum arbeiten und sich vor allem um den betagten KZ-Überlebenden Krzemiński kümmern. Das Verhältnis der beiden ist distanziert. Sven tut sich schwer, mit dem kauzigen und wortkargen alten Herrn zurechtzukommen. Dennoch begleitet er diesen zu Vorträgen, die Krzemiński als Zeitzeuge vor Schulklassen hält, und eine gewisse Annäherung der beiden beginnt. Parallel lernt Sven die junge Dolmetscherin und Museumsführerin Ania kennen. Als es für Sven unerträglich wird, mit dem alten Krzemiński zusammenzuwohnen, zieht er zu Ania. Die beiden kommen sich näher. Gleichzeitig entwickelt Sven auch eine immer größere Sympathie für Herrn Krzemiński, der u. a. bei einer Gedenkveranstaltung respektlos behandelt wird und dem eine seiner Aufgaben, das Restaurieren alter Häftlingskoffer für das Museum, entzogen werden soll. Sven versucht vergeblich, sich für ihn einzusetzen, und Krzemiński verschließt sich ihm gegenüber.
Als Ania ankündigt, für eine Ausbildung als Dolmetscherin für die Europäische Union nach Brüssel zu gehen, ist Sven enttäuscht und packt seine Sachen. Entschlossen zur Abreise und am Bahnhof angekommen, begegnet ihm allerdings eine neue Gruppe von Touristen, die sich die Gedenkstätte ansehen will. Der Film endet damit, dass Sven der Reisegruppe ins Begegnungszentrum zurück folgt, da er dem orts- und sprachunkundigen Lehrer hilft. Ob er seinen Dienst fortsetzt oder wieder mit Ania zusammenkommt, bleibt ebenso offen wie das weitere Verhältnis zu Krzemiński.

## Hintergrund
Robert Thalheim nannte als Vorbild für das Projekt Alain Resnais’ Film Hiroshima, mon amour, der durch seine Liebesgeschichte ein historisches Trauma erzählt habe. Thalheim war selbst Zivildienstleistender für die Aktion Sühnezeichen Friedensdienste in Auschwitz. Der Filmtitel wurde einem gleichnamigen Gedichtband Björn Kuhligks entnommen.

## Kritiken
„Der autobiografisch gefärbte Film meistert sein heikles Sujet spielerisch leicht und zugleich mit großer Ernsthaftigkeit. Die hervorragenden Hauptdarsteller sowie die kameratechnisch ausgefeilte Inszenierung verdichten sich zu einem Lehrstück über eine mögliche deutsch-polnische Normalität fern aller Betroffenheitsplatitüden.“

„Natürlich ist Robert Thalheim unbedingt zugute zu halten, dass er seine Geschichte gerade nicht dramatisch aufplustert, keine Musiksauce über Auschwitz gießt und keine großen Versöhnungsgesten zelebriert. Dazu ist der Regisseur glücklicherweise zu intelligent und das Budget auch zu gering. Der Film stellt keine Behauptungen auf, er bleibt bei den kleinen Beobachtungen, beim offenen Ende und damit auf dem sicheren Terrain des Alltagsrealismus im deutschen Kino.“

## Auszeichnungen

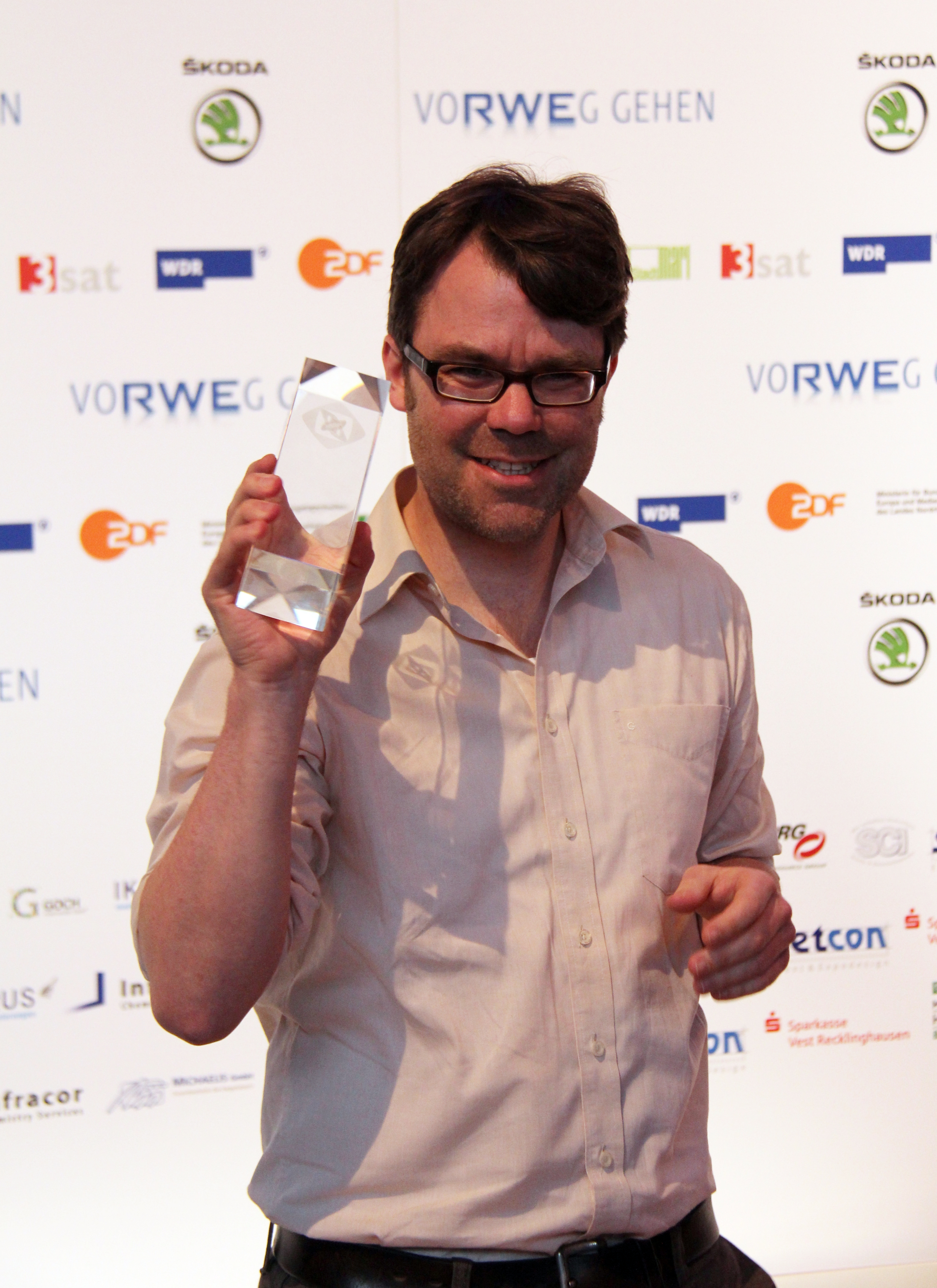
Preisträger Robert Thalheim bei der Grimme-Preis-Verleihung 2011

Am Ende kommen Touristen kam mit sechs weiteren Filmen in die engere Auswahl für die deutsche Oscareinreichung in der Kategorie bester fremdsprachiger Film. Ausgewählt wurde schließlich Fatih Akıns Film Auf der anderen Seite. Bei der Verleihung des Deutschen Filmpreises 2008 erhielt Robert Thalheims Regiearbeit eine Nominierung in der Kategorie Bester Film. Alexander Fehling erhielt für seine Rolle den Förderpreis Deutscher Film in der Kategorie Schauspiel. Der Film wurde im August 2007 zum „Film des Monats“ der Jury der Evangelischen Filmarbeit. 2011 erhielt Robert Thalheim für den Film im Rahmen der Grimme-Preis-Verleihung das Eberhard-Fechner-Förderstipendium der VG Bild-Kunst.